# Abavus
Abavus là một chi ruồi thuộc họ Stratiomyidae.

## Loài
- Abavus maculatus Lindner, 1933[3]
- Abavus multisignatus Lindner, 1949[4]
- Abavus priscus Enderlein, 1914[1]